# Linda (Kalifornija)
Linda je naseljeno područje za statističke svrhe u američkoj saveznoj državi Kalifornija. Prema popisu stanovništva iz 2010. u njemu je živjelo 17.773 stanovnika.